# Buchneria sicula
Buchneria sicula är en mångfotingart som beskrevs av Pius Strasser 1959. Buchneria sicula ingår i släktet Buchneria och familjen kejsardubbelfotingar. Inga underarter finns listade i Catalogue of Life.